# Messenger Plus! Live
Messenger Plus! Live (ранее известна под именем «Messenger Plus!», сокр. «MsgPlus» или «MP!L», а также неправильное сокращение, как «MSN Plus») — бесплатная надстройка для клиента мгновенного обмена сообщениями от Microsoft Windows Live Messenger, предоставляющая дополнительные функциональные возможности для него, добавляя свои элементы управления в главном интерфейсе программы. Кроме того, эти элементы управления влияют на поведение и внешний вид Windows Live Messenger за счёт дополнительных диалоговых окон.
Расширение было создано в мае 2001 года под названием «The Messenger Plus! Extension» для MSN Messenger и Windows Messenger. Позднее оно изменило название на «Messenger Plus!», а затем, для выпуска нового клиента Windows Live Messenger было выбрано новое название «Messenger Plus! Live», которое продолжает существовать и по наши дни. Он стал одним из наиболее широко используемых надстроек для клиентов мгновенных сообщений от Microsoft, которое используют по состоянию на февраль 2010 года более 62 миллионов пользователей.

## Возможности
Возможности программы заявленные на официальном сайте:
- Запуск нескольких экземпляров Windows Live Messenger с разных аккаунтов.
- Вкладки чата.
- Пользовательские звуки.
- Цвета и форматирование.
- Персональные статусы.
- Контакты на рабочем столе.
- Автоответчик.
- Передача, отправка и получение файлов по сети.
- Очистка списка контактов.
- JScript сценарии, которые позволяют пользователям добавлять собственные функции.
- Просмотр событий и журнала.

## Языковые пакеты
Messenger Plus! Live доступен на 21 языках, включая арабский, китайский упрощенный, китайский традиционный, датский, нидерландский, английский, эстонский, финский, французский, немецкий, греческий, иврит, венгерский, итальянский, японский, норвежский, португальский, испанский, шведский, тайский, турецкий русский.

## История создания
Клиент Messenger Plus! был создан в 2001 году Сирилем Пачулло, который более известен в Интернете под псевдонимом «Patchou». Patchou родился во Франции, и в настоящее время проживает в Канаде. Он приступил к созданию Plus! как хобби для личного пользования и разрабатывал клиент время от времени, исключительно в свободное время от повседневной работы, но вскоре разработка клиента Messenger Plus! Live приобрела профессиональную занятость.
В 4 квартале 2009 года Paciullo объявил о том, что продукт находится не в его полном контроле и «Messenger Plus! Live» в настоящее время принадлежит «Yuna Software Limited». Финансовые подробности, а также имена людей, стоящих за новой компании не раскрываются. «Yuna Software Limited» имеет многочисленные филиалы в нескольких местах мира, а также открыла новый офис в Монреале, где Patchou является руководителем команды разработчиков и работает над новой версии Messenger Plus! 5.

## Переименование
В связи с введением новых брендов Windows Live Messenger, новая версия Messenger Plus! стала называться Messenger Plus! Live. Этот продукт был переписан «с нуля» и включает в себя новый дизайн графического интерфейса пользователя, который был призван быть максимально похожим на пользовательский интерфейс Windows Live Messenger.
MSN Messenger, совместимый с Messenger Plus!, больше не будет поддерживаться. Тем не менее, последняя версия Messenger Plus! (версия 3.63.148) доступна для скачивания на официальном сайте и может работать наряду с Messenger Plus! Live.